# Clavelina meridionalis
Clavelina meridionalis är en sjöpungsart som först beskrevs av William Abbott Herdman 1891.  Clavelina meridionalis ingår i släktet Clavelina och familjen klungsjöpungar. Inga underarter finns listade i Catalogue of Life.